# 制定法主義
制定法主義（せいていほうしゅぎ）とは、成文化し制定した成文法を第一義的な法源とする考え方。裁判官は紛争の解決に際して法律にのみ拘束されるが、条文の解釈・運用を補完するものとして判例も重視される。大陸法と呼ばれることもあるが、その基本的な要素・特徴の一つであり同質ではない。成文法主義とも言う。

## 概要
英米などが採る判例法主義と違い、制定法主義・成文法主義をとる日本および大陸法系の国々では制定された法律・条例などを法源とする考え方。国民生活に関わるあらゆる分野において成文法が存在し、成文法が最も重要な法源となっていることから、成文法主義ないし制定法主義を採用しているといわれる。判例は補助的に扱う。刑事事件における罪刑法定主義などもこういったものである。民事では全ての事件にピッタリと当てはまる法律が必ずあるわけでもなく、紛争の解決という面もあるので慣習・判例などを法源として裁判を行うことができる。またどちらにおいても様々な事を想定した上で制定されているが、そのすべてを制定時において把握することは不可能であり，また全てを成文化することは現実的ではない。更に社会の変化に，法律の制定・改定は必ずしも対応することはできない。そこでその文言には一般性や抽象性をもたせ，事件を解決する際に裁判所がその意味を明らかにしていく必要がある。ただこの点において判例法主義と違うのは、その解釈が適用されるのはあくまでその裁判の当事者という点である。日本の裁判制度のもとでは，上級審の判断はその事件についてのみ下級審を拘束し (裁判所法4) ，最高裁判所の判例も大法廷での判決で変更できる (10条3号) 。なお判例に従うことは裁判所にとって義務なのか？（判例法主義なのか？判例を法源としてそれに従うのか？）という疑問が生ずるが、この点について日本国憲法は語る節はなく，先例拘束性を一般的に定める明文規定も存在しない。よって判例法主義的要素（判例が法源となりそれに従う事）はない。しかし，最高裁判所における法的判断は事実上は無視できず、その拘束力を前提においている。そのため制定法主義を取る日本でも判例主義（判例や先例拘束性に従う事）の要素がないわけではない。それは判例法主義の国にエクイティのような制定法主義的要素があるのと同様であり、互いに対立しているわけでもなく立場や重点の置き方が違うに過ぎない。
これに対して、英米法系の国々では、裁判所の判例の集積による法の形成が重視され、判例が最も重要な法源とされている。もっとも、大陸法系の国々においても、判例を法源として正面から認めるかはともかく、上記の通り実際の裁判実務において判例が重要な役割を担っていることは否定できない。他方、英米法系の国々においても、成文法が否定されているわけではなく、議会が制定した成文法が存在する場合には成文法が判例法に優先する。また、従前から存在する判例法を成文法化する試みもなされている。

## 日本における制定法主義の歴史
詳細は「大日本帝国憲法」「日本法」を参照。ここでは簡素な説明とする。

### 明治以前
江戸時代以前の日本においては「法律」というものは「お上」（幕府および諸藩）が一方的に制定し「下々」に対して運用するものであり、裁きや訴訟の場において「下々の者」が「お上」と対等な立場で自分の意見を申し立て、あるいは判決に異議を唱えることは固く禁止されていた。したがってまた、現代とは違って幕府・諸藩に仕える学者が統治者の立場で研究する（例えば経世論）場合を除き、法や法律に関する研究・出版を行うことは「お上を誹謗する」振る舞いとして厳しく制限されていた。したがって今日でいう医学の教育・研究が、オランダの文化や医術を学ぶ学問所・蘭学塾において行われていたのとは異なり、「法学」「法律学」という独立した学問分野が成立することはあり得なかった。

### 明治以後
明治維新後日本が欧米各国と対等な立場になるためにも法体系の近代化を画策した。欧米式法体系への大転換の歴史であり、前近代とのつながりとの断絶であった。今日の日本の法学において、前近代の日本の法が顧みられることはほとんど無いといっても過言ではない状態である。
当初、明治政府はイギリス法などの導入を考えたが、成文法・制定法ではない判例法で継受が難しいと判断し、制定法である大陸法を中心に継受することになった。特に、時を同じくして急速な近代化を進めていたドイツ帝国（プロイセン王国）の影響を受けた。特に刑法では顕著である。また、フランス法についても民法などを中心に若干の影響を受けている。大日本帝国憲法はプロイセン憲法の影響を強く受けた。
この時期に法曹界の人間を育てるために設立された私塾が今の法学科を持つ大学の前身となっている。五・六・九大法律学校参照

### 戦後における占領軍の影響
戦後は、GHQの占領下で、戦前の軍国主義からの脱却と民主的な政府の確立をスローガンに、アメリカ軍が主体となった連合国軍の指令のもとに、日本国憲法をはじめとして、アメリカ法の影響を強く受けた。